# Bafa Gölü

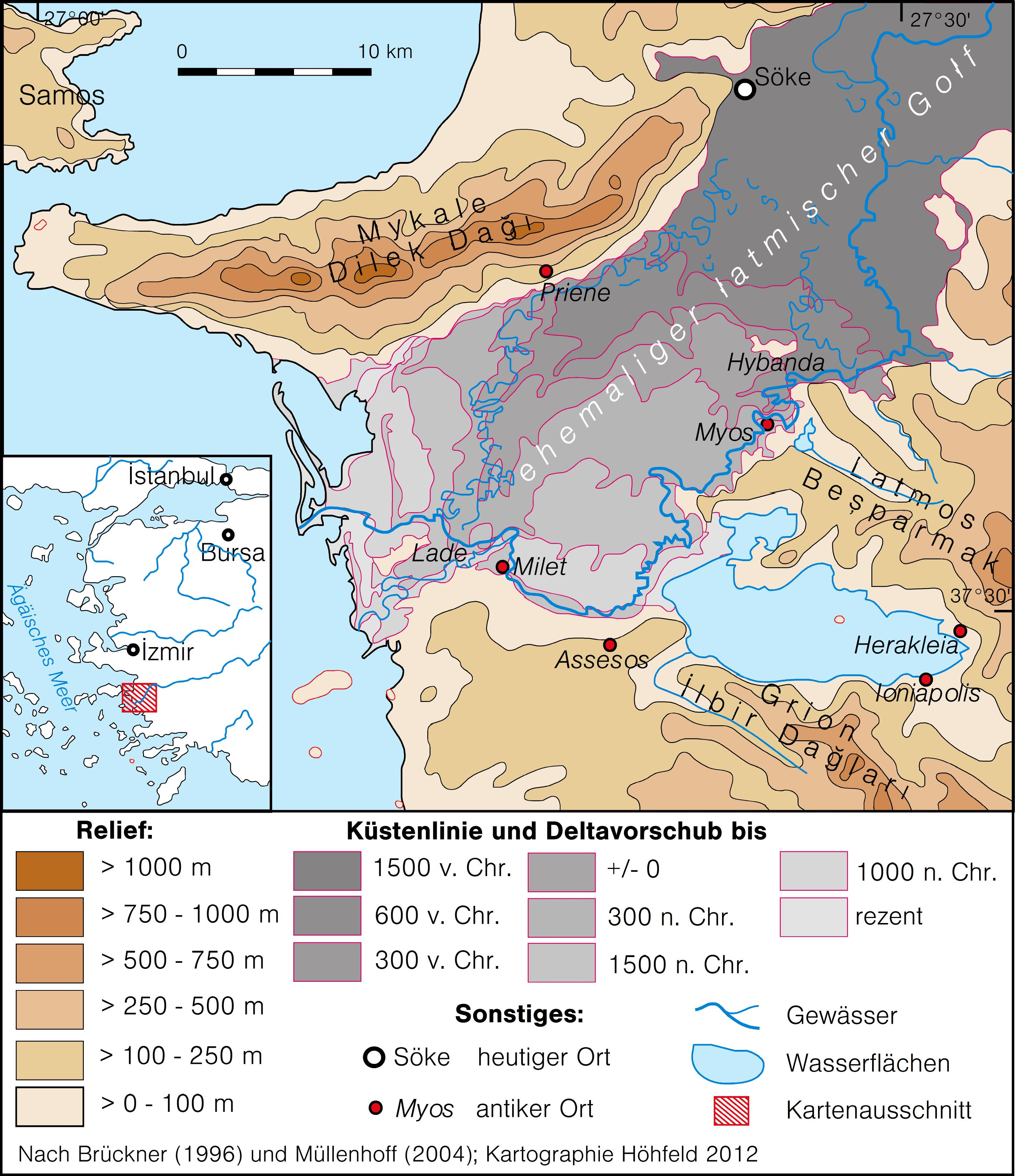
Vor etwa 6000 Jahren begann die jüngere sukzessive Aufsedimentierung des westlichen Menderes-Grabens mit Sedimenten aus dem 25000 km² großen Einzugsbereich des Mäanders mit Vorschub eines Mündungsdeltas. Für den Deltavorschub – beginnend in chalkolitischer Zeit – und die Abschnürung des Bafa Gölü konnten verschiedene Verlandungsstadien nachgewiesen werden.

Der Bafa Gölü (Bafasee; auch Çamiçi Gölü) ist ein aus einem früheren Meeresarm, dem Latmischen Golf, entstandener Binnensee an der Westküste der Türkei. Er hat eine Größe von rund 60 km², also rund 15 % der Größe des Bodensees.

## Geschichte

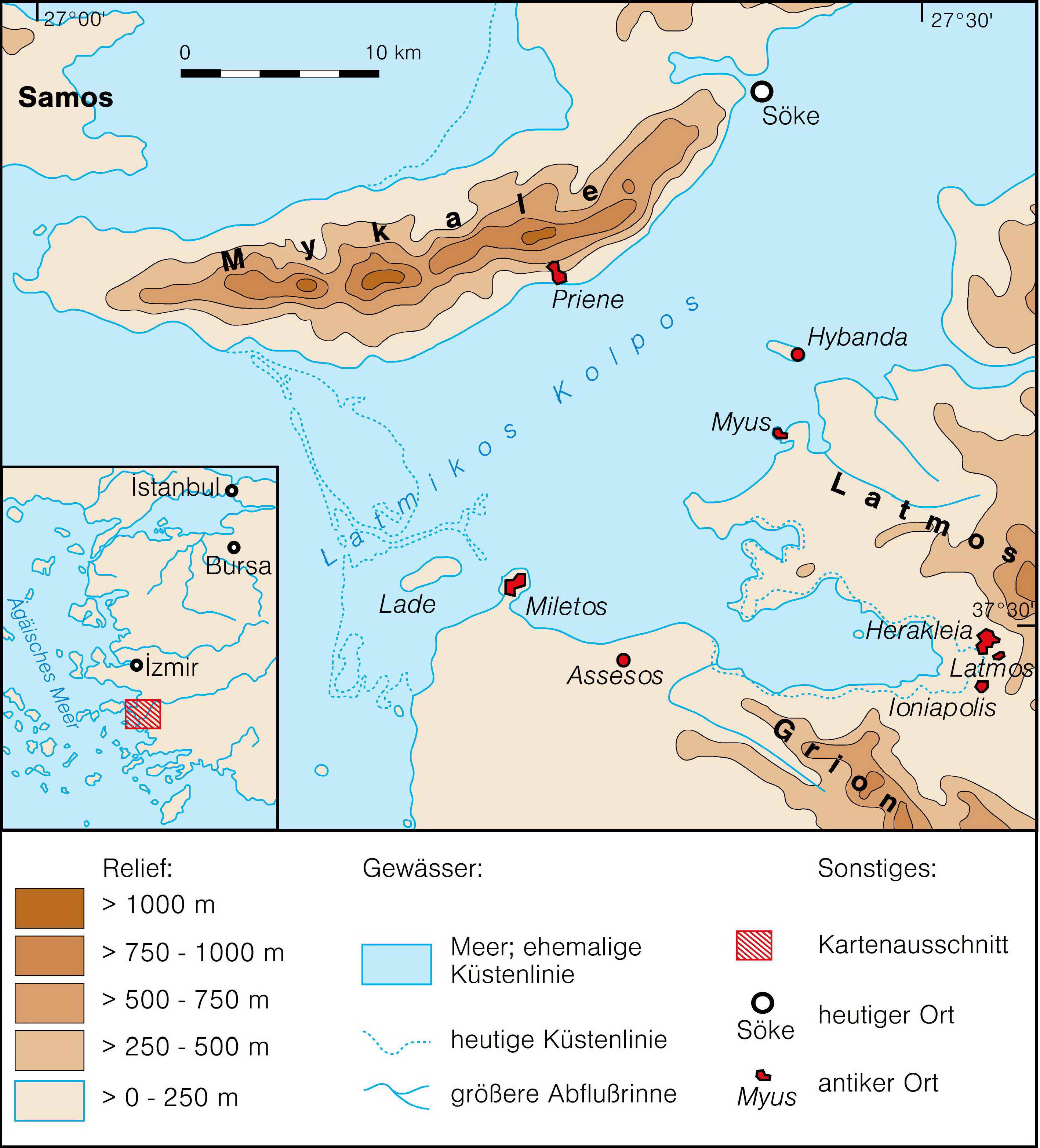
Nach dem Ausklingen der letzten Kaltzeit hatte die Klimaerwärmung zum Anstieg des Meeresspiegels geführt, und u. a. Teile der kontinentalen Schelfgebiete und Küsten des westlichen Kleinasiens um bis zu 130 m hoch überflutet. Im Menderes-Graben war dadurch der Latmische Golf entstanden.

In der Antike besaß der spätere Bafasee als Teil des rezenten Büyük-Menderes-Grabens noch eine direkte Anbindung an das Mittelmeer und hieß Latmikos kolpos (Bucht von Latmos, Latmischer Meerbusen, Latmischer Golf), nach dem Gebirgszug des Latmos (Beşparmak), der am Nordostufer beginnt und sich weiter nach Osten zieht. Eine ebenfalls Latmos genannte karische Stadt dort war die Vorgängersiedlung des nur wenig weiter westlich durch Pleistarch neu angelegten Herakleia am Latmos. Über die jüngere Entwicklung des westlichen Teils dieses Grabenbruchs, des „Latmischen Golfs“, zu dem das Delta des Großen Mäanders (Büyük Menderes) und auch die Senke des Bafasees gehören, wissen wir seit einigen Jahren Genaueres. Die rezente Ebene um das Mündungsdelta des Büyük Menderes liegt nur wenige Meter über dem Meeresspiegel und ist noch sehr junger, überwiegend historischer Entstehung. Diese Mündungsebene erstreckt sich mit wechselnder Breite zwischen 10 und 15 Kilometern etwa von der Kreisstadt Söke an ihrem nördlichen bzw. dem Amtbezirkszentrum Bağarası an ihrem südlichen Rand über 45 km westsüdwestwärts bis zur Ägäis.
Nach dem Ausklingen der letzten Kaltzeit (zwischen 9000 und ca. 5000 v. Chr.) hatte die Klimaerwärmung zum verstärkten Abschmelzen der Gletscher und zum Anstieg des Meeresspiegels geführt, so dass während der sogenannten flandrischen Transgression Teile der kontinentalen Schelfgebiete und tiefer gelegene Landmassen West-Kleinasiens um bis zu 130 m hoch überflutet wurden und das Meer von der heutigen Küste etwa noch 60 km landeinwärts bis südlich der Provinzhauptstadt Aydın reichte: Der Latmische Golf war entstanden. Danach begann die jüngere sukzessive Aufsedimentierung des westlichen Menderes-Grabens mit Sedimenten aus dem 25 000 km² großen Einzugsbereich des Mäander mit Vorschub eines Mündungsdeltas. Für den Deltavorschub konnten, beginnend in chalkolithischer Zeit (vor 6000 Jahren), verschiedene Verlandungsstadien nachgewiesen werden: Demnach stieg die Sedimentfracht des Mäanders vor allem während der Phase dichter Besiedlung zwischen archaischer und römischer Zeit – mit einem Maximum in klassisch/hellenistischer Zeit – auf das 15-fache an.
Jüngste Forschungsergebnisse zeigen, dass der „Latmische Golf“ um 1500 v. Chr. mindestens noch 50 km weit ins Landesinnere reichte. Demnach war das Delta durch Aufschüttungen des Büyük Menderes seinerzeit in 100 Jahren jeweils um etwa 1 km vorgewachsen. Aufgrund starker Bodenerosion im Hinterland war es offenbar zu hoher Sedimentfracht gekommen und damit zu einem kräftigen Deltavorbau des Mäander, wodurch die ehemals vorhandene Bucht im Laufe der letzten 5500 Jahre allmählich – bis auf die Senke des Bafasees – vollständig verlandete. Allerdings erfolgte die Verlandung der Bucht durch die Mäandersedimente wegen der Aufspaltung des Mäanders in einen nördlichen und einen südlichen Mündungsarm nicht einheitlich. Mindestens bis in die hellenistisch-römische Zeit war der nördliche Arm der aktivere: Zunächst, bis etwa 1500 v. Chr., schob sich das Delta des Flusses im Zentrum des Grabens bis zur damaligen Insel Hybanda (heute ein 70 m hoher Hügel mit dem Dorf Özbaşı 13,5 km südlich von Söke) vor. Im 8. Jh. v. Chr. wurde Priene erreicht und das weiter südlich gelegene antike Myos vermutlich in späthellenistischer Zeit.
Schon von Strabo wurde im 1. Jh. n. Chr. das rasche Vorschreiten des Deltas mit häufigen Flussbettänderungen eingehend beschrieben. Damals befanden sich die antike Stadt Myos, die 600 Jahre zuvor noch an der Küste gelegen hatte, bereits mehr als 5 km und die ehemalige Hafenstadt Priene etwa 7 km vom Meer entfernt. Der Große Mäander mündete im Norden des Grabens in der Nähe von Priene, und der heutige Bafasee besaß als Golf von Latmos (Milesischer See) (noch) eine offene Verbindung zum Meer. Ab dem 4. Jahrhundert n. Chr. schnürten die vom Großen Mäander aufgrund der von Menschen verursachten Entwaldung im Einzugsgebiet abgelagerten Sedimente den See von der Ägäis ab. Nach der Verlandung des Priener Hafens wurde der südliche Mäanderarm aktiver, und der Vorschub seiner Sedimentfracht erreichte Milet in der römischen Kaiserzeit etwa um 300 n. Chr. Der mittlerweile vom offenen Meer abgeschnürte Rest der inneren Bucht, der „milesische See“ (heutiger Bafasee), bedeckte damals noch einen großen Teil des ehemaligen latmischen Golfs, und erst in byzantinischer Zeit wurde der Zugang zum Meer von den Ablagerungen des Südarms weitgehend aufgefüllt. Der milesische See wurde nach und nach zum Binnensee – zum Bafasee. Dadurch verlor nicht nur die am ehemaligen Golf zu Füßen des Latmos gelegene Hafenstadt Herakleia ihre Bedeutung. Als im Jahre 1333 die Seldschuken Milet eroberten, konnten ihre Schiffe zwar diese Stadt noch erreichen, das Delta des Büyük Menderes hatte sich aber bereits bis zu ihren Hafenanlagen vorgeschoben. Ein Jahrhundert später war der Hafen verschüttet. Im 17. Jh. verlief die Küste schon neben den Ruinen von Milet. In der zweiten Hälfte des 19. Jh. hatte die Küste bereits nahezu ihren heutigen Verlauf erreicht. Ein weiteres Vorschieben nach Westen wurde – abgesehen von kleinen Mündungsveränderungen – durch die Küstenströmungen der Ägäis weitgehend verhindert. Zurückgeblieben als Relikte des Latmischen Golfs sind lediglich der etwa 60 km² (schwankende Seespiegelhöhe) große Bafa Gölü und der deutlich kleinere Azap Gölü, der Azapsee.

## Ökologie und Klima
Im Zusammenhang mit der speziellen Situation des Bafasees als ehemaligem Meeresarm droht der größte See in der türkischen Ägäisregion aufgrund von Klimaveränderung und Eingriffen des Menschen ökologisch „umzukippen“. Der Bau eines barriereartigen Damms am Westende des Sees zum Menderesdelta hin zum Schutz vor Überflutungen durch Mäander-Hochwasser verhindert seit 1985 Süßwasserzuflüsse vom Büyük Menderes, so dass der See nicht nur „ökologisch umzukippen“, sondern auszutrocknen droht. Die türkische Umweltorganisation Ecosystem Protection and Nature Lovers Association (EKO-DOSD) bemüht sich um Stabilisierung des Ökosystems im Bafasee.
Der Bafasee ist bei einer Fläche von 68,6 km² und einem Einzugsbereich von 315 km² nur maximal 21 m tief. Eingriffe des Menschen haben in letzter Zeit zu einer deutlichen Veränderung der Salinität des Sees und zum Verschwinden von Brack- und Süßwasser-Fischen geführt. Gleichzeitig kam es zur Ansiedlung von Fischen, die große Schwankungen im Salzgehalt tolerieren. Seit den 1980er Jahren wurde die bislang stabile Wasserschichtung des Bafasees offensichtlich durch Wasserentnahme aus Grundwasseraustritten (zur Bewässerung) am Seeboden empfindlich gestört. Wasserprofile in 16 m Tiefe vom Juli 1992 hatten neben einer Zunahme der Chloride eine ungewöhnlich erhöhte elektrische Leitfähigkeitsschichtung sowie die Abnahme des pH-Werts und des gelösten Sauerstoffs mit zunehmender Tiefe angezeigt, was auf Zufluss salzhaltigen Meerwassers und hohe Algenproduktion zurückgeht. Zudem waren veränderte Nitrit-Konzentrationen in bestimmten Wasserschichten ein Hinweis auf organisch belastetes Grundwasser durch dörfliche und landwirtschaftliche Abwassereinleitung.
Spürbar sind mittlerweile am Bafasee auch die weltweit sich wandelnden klimatischen Bedingungen. In der Südwest-Türkei ist die Zahl der warmen Tage in 100 Jahren durchschnittlich von 31 auf 42 gestiegen. Auch die Zahl der tropischen Nächte hat besonders in den Küstengebieten eine geschätzte durchschnittliche Steigerung von 91 auf 130 in 100 Jahren erfahren, was sich wegen der höheren Nachttemperaturen deutlich auf Schichtungsveränderungen des Seewassers auswirkt. Gleichzeitig stieg der Salzgehalt zwischen 1957 und 2002 von 1,5 ‰ auf 19 ‰. In Verbindung mit zunehmenden Monatsmittel-Temperaturen und Abnahme der Niederschläge in allen Monaten zeigt sich eine signifikante Seespiegelabsenkung des Bafasees.
Der Bafasee ist ein geeignetes Gebiet zum Wandern und zur Naturbeobachtung, es gibt dort mehr als 100 verschiedene Vogelarten und über 120 Orchideensorten.
Wenn man von der Hauptstraße aus um das Südende des Sees in Richtung Herakleia fährt, eröffnen sich interessante Felsformationen entlang des Sees bis hin zum Latmosgebirge. Auf dessen Ostseite ist es möglich, mit ortskundigen Führern bis hoch in den hinteren Latmos aufzusteigen, um dort prähistorische Höhlen mit bis zu 80 cm hohen Felsmalereien zu besichtigen.
Rund um den See gibt es nur kleine Pensionen, denn hier wurden Hotelbauten verboten, um Landschaft, Flora und Fauna zu erhalten.